# کونرسرویت
کونرسرویت (به آلمانی: Konnersreuth) یک شهر در آلمان است که در Tirschenreuth واقع شده‌است. کونرسرویت ۱٬۹۵۱ نفر جمعیت دارد.